# Kim Stacey
Kim Stacey (Concord, 3 de mayo de 1980) es una deportista estadounidense que compitió en snowboard. Ganó una medalla de oro en el Campeonato Mundial de Snowboard de 1999, en la prueba de halfpipe.

## Medallero internacional
| Campeonato Mundial | Campeonato Mundial       | Campeonato Mundial | Campeonato Mundial |
| Año                | Lugar                    | Medalla            | Competición        |
| ------------------ | ------------------------ | ------------------ | ------------------ |
| 1999               | Berchtesgaden (Alemania) | Medalla de oro     | Halfpipe           |